# Два маго (кав'ярня)
48°51′14″ пн. ш. 2°19′59″ сх. д. / 48.853889° пн. ш. 2.333056° сх. д.
Два маго (фр. Les Deux Magots) — кав'ярня в кварталі Сен-Жермен-де-Пре на площі Сен-Жермен в VI окрузі Парижа.

## Походження назви

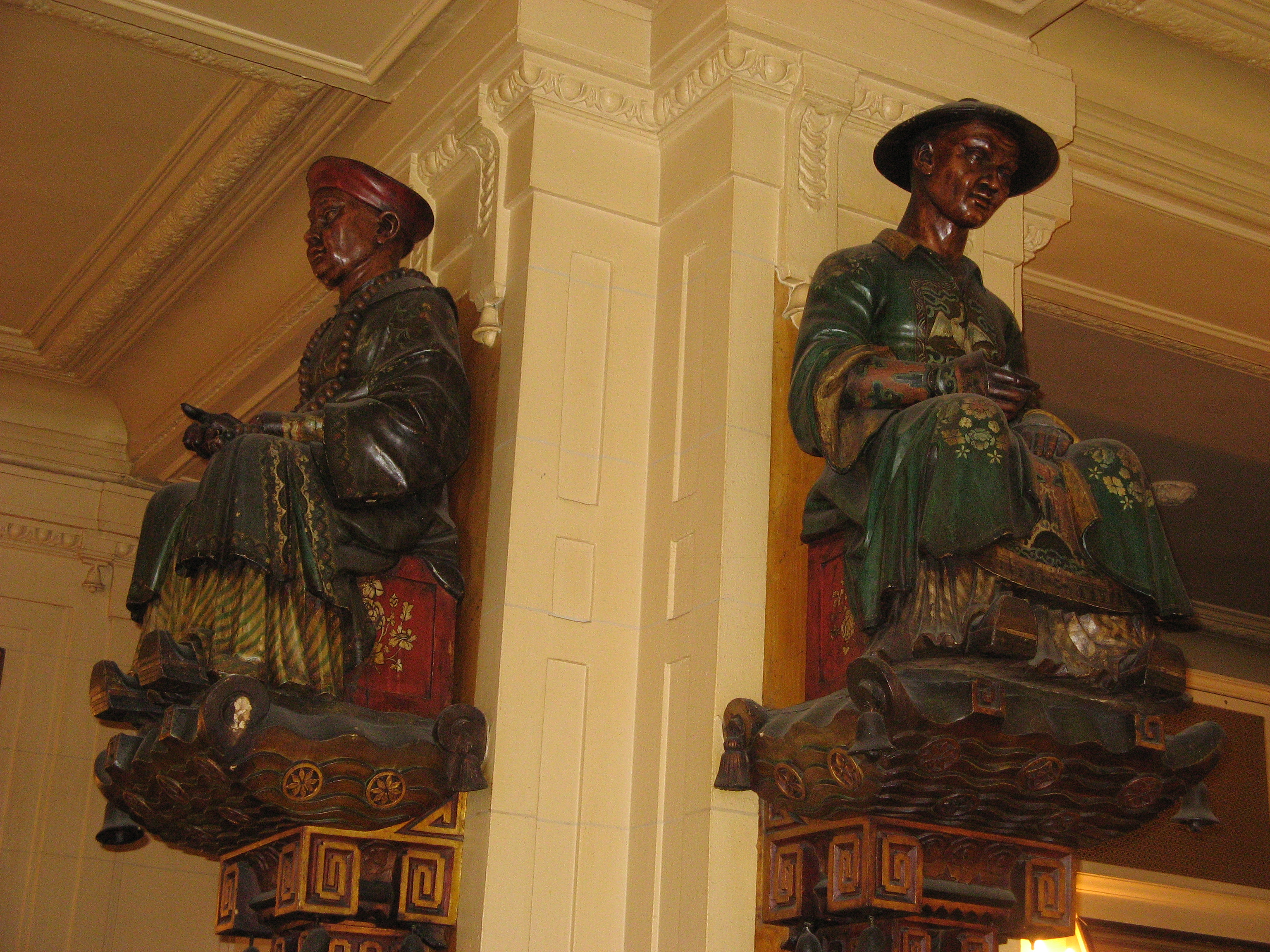
Фігури (маго) китайських торговців

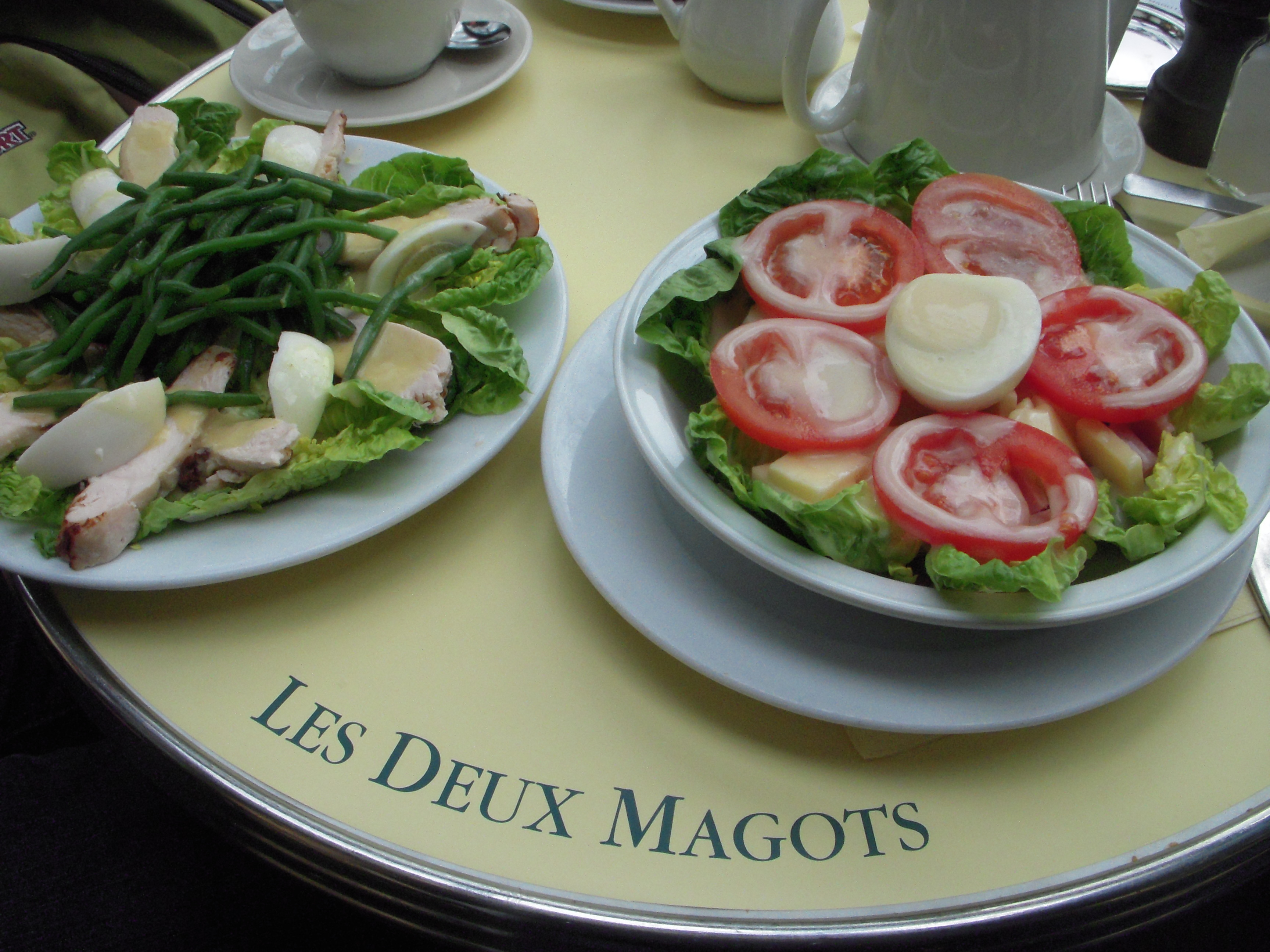
Страви кав'ярні на фірмовому посуді

Назва кав'ярні походить від виставлених там двох дерев'яних фігур майже в людський зріст, що зображають китайських купців. Маго (фр. magot) — японська або китайська статуетка. Спочатку так називався журнал, який видавався з 1812 року, редакція якого знаходилася за цією ж адресою.

## Історія
1885 року в будівлі редакції журналу розташувалася кав'ярня, де зазвичай подавали лікер. Відвідувачами були, зокрема, Поль Верлен, Артюр Рембо та Стефан Малларме. Кав'ярня «Два маго» відіграла значну роль у культурному житті Парижа.
У кав'ярні часто збиралися сюрреалісти на чолі з Андре Бретоном. Довідавшись, що Гонкурівською премією 1933 року було відзначено Андре Мальро, сюрреалісти вирішили заснувати менш академічну літературну відзнаку, так була заснована літературна «Премія Двох маго», яка й досі вручається тут же. Ця подія стала початком літературного міфу кав'ярні, яка стала приваблювати дедалі більше видатних людей.
Серед інших знаменитих відвідувачів кафе варто згадати Ельзу Тріоле, Андре Жіда, Жана Жироду, Пабло Пікассо, Гійома Аполіннера, Фернана Леже, Антуана Сент-Екзюпері, Жака Превера, Жоржа Батая, Вільяма Фолкнера, Ернеста Хемінгуея, Франсуа Трюффо, Жана-Поля Сартра, Симону де Бовуар, Ремона Кено, Умберто Еко.
Зараз кав'ярня залишається популярною серед творчих людей, але насамперед вона популярна серед туристів.

## «Два маго» в кіно
У фільмі «Пригоди рабина Якова» (1973) персонаж на ім'я Сліман був викрадений секретною поліцією своєї країни в кав'ярні «Два маго». Цей епізод нагадує про викрадення Махді Бен-Барки 1965 року у розташованому поруч брассері «Ліпп».
У фільмі Жана Есташа «Матуся і повія» (1973) Александр зустрічається на терасі «Двох маго» з Веронікою.
У фільмі «Недоторканні» (2011) головні персонажі стрічки Філіп та Дріс обідають в кав'ярні «Два маго».